# Salvatierra de los Barros
Salvatierra de los Barros – gmina w Hiszpanii, w prowincji Badajoz, w Estramadurze, o powierzchni 74,96 km². W 2011 roku gmina liczyła 1767 mieszkańców.